# انتخابات مجلس ایران (۱۳۵۴)
انتخابات مجلس ایران برای انتخاب نمایندگان مجلس شورای ملی و مجلس سنا در تاریخ ۳۰ خرداد سال ۱۳۵۴ برگزار شد. با توجه به دستور شاه مبنی بر تشکیل حزب واحد، رستاخیز همه ۲۶۸ کرسی را برنده شد. میزان مشارکت این انتخابات ۴۸٫۶ درصد بود.

## مبارزات انتخاباتی
در حدود ۷۵۰ نامزدها در انتخابات به رقابت پرداختند که ۸۰٪ برای اولین بار در انتخابات شرکت می‌کردند. همه نامزدها باید به سه اصل اساسی: "ایمان به قانون اساسی ایران، وفاداری به پادشاهی و وفاداری به "انقلاب سفید" است." پایبند می بودند.
با این حال حزب رستاخیر مانند احزاب قبل از خود فاقد محبوبیت عمومی بود. و حتی با وجود شروط پایبندی به ارکان سلطنت برای هر کرسی چندین کاندید از این حزب وجود داشت که باعث شکاف میان اعضا می‌گشت. همچنین شرکت در این انتخابات برای کمونیست‌ها ممنوع شد.

## سیستم انتخاباتی
اعضای این مجلس با سیستم کسب اکثریت آرا انتخاب شدند. ۲۷ کرسی به تهران اختصاص داده شد، ۹ کرسی به تبریز، ۷ کرسی به شیراز و مشهد، ۵ کرسی به اصفهان و به حوزه‌های اهواز، آبادان، بابل، رشت، ارومیه، کرج، کرمانشاه و کرمان هر یک سه کرسی اختصاص داده شد.  ۲۵ کرسی دیگر دو نماینده داشتند و ۱۳۹ حوزهٔ باقیمانده یک نماینده.
شمار رأی‌مندان ۱۴ میلیون نفر بود.
از ۷۰۰۰ نفری که در کل کشور ثبت‌نام کردند صلاحیت فقط ۹۵۰ نفر تأیید شد، تقریباً سه یا چهار نفر به ازای هر کرسی. در حوزهٔ تهران ۱۰۹ نامزد توسط هیئت معتمدان و حزب رستاخیز تأیید صلاحیت شدند و برای کسب ۲۷ کرسی به رقابت پرداختند.

## نتایج

### مجلس
| حزب                       | اری       | %   | کرسی | +/–  |
| ------------------------- | --------- | --- | ---- | ---- |
| حزب رستاخیز               |           | ۱۰۰ | ۲۶۸  | جدید |
| نامعتبر                   |           | –   | –    | –    |
| مجموع                     | ۶٬۸۰۵٬۶۵۱ | ۱۰۰ | ۲۶۸  | ۰    |
| منبع: Nohlen et al. , IPU |           |     |      |      |

### سنا
| حزب             | رای | %   | کرسی | +/–  |
| --------------- | --- | --- | ---- | ---- |
| حزب رستاخیز     |     | ۱۰۰ | ۳۰   | جدید |
| کرسی‌های انتصابی | —   | –   | ۳۰   | ۰    |
| رای‌های نامعتبر  |     | –   | –    | –    |
| مجموع           |     |     | ۶۰   | ۰    |
| منبع: IPU       |     |     |      |      |